# Sakba
Sakba (arabisch سقبا, DMG Saqbā) ist eine Stadt im Süden Syriens, administrativ Teil des Distrikts Markaz im Gouvernement Rif Dimaschq (Umland Damaskus), 7 km östlich des Zentrums von Damaskus. Zu den nahe gelegenen Orten gehören Jisrin im Südosten, Kafr Batna im Südwesten, Hizzah im Südwesten und Hamouriyah und Beit Sawa im Norden. Nach Angaben des Syrischen Statistischen Büros (CBS) hatte Sakba bei der Volkszählung von 2004 25.696 Einwohner.

## Geschichte
Das Studium und die Rezitation des Koran wurden bereits im 12. Jahrhundert in der Moschee von Sakba abgehalten, als ihr Khatib Ahmad ibn Hasan al-Kafatabi war. Sakba wurde im frühen 13. Jahrhundert während der Herrschaft der Ayyubiden vom syrischen Geographen Yaqut al-Hamawi besucht. Er bemerkte, dass es „ein Dorf der Ghautah von Damaskus“ war.

## Heutige Zeit
In den 1950er Jahren diente Sakba als Dorfzentrum eines Distrikts, der sieben weitere Dörfer mit insgesamt 12.000 Einwohnern umfasste. Heute ist Sakba ein östlicher Vorort von Damaskus und ein klassisches Arbeiterdorf.

## Syrischer Bürgerkrieg
Während des syrischen Bürgerkriegs war Sakba seit 2012 unter der Kontrolle der Freien Syrischen Armee, wobei Splitterfraktionen schließlich die Macht übernahmen und von 2013 bis 2018 von Regierungstruppen belagert wurden. Die Stadt wurde im Laufe des Krieges schwer beschädigt.